# Occupazione di Misurata
L'occupazione di Misurata fu un episodio della guerra italo-turca.
Durante la guerra italo-turca Misurata costituì base per il contrabbando di guerra, effettuato via mare e destinato ad alimentare la resistenza degli arabo-turchi. L'occupazione della cittadina, programmata dagli italiani nel dicembre 1911, non fu resa immediatamente possibile a causa delle pessime condizioni del mare.
Fu solo nel giugno 1912 che fu possibile organizzare l'operazione, con truppe inquadrate nella 1ª Divisione speciale costituita da sette battaglioni di fanteria del 50º, 63º e 40º Reggimento, dai battaglioni alpini "Verona" e "Mondovì", una compagnia del V Battaglione Eritreo, uno squadrone dei Cavalleggeri di Lucca e altri reparti incluse tre batterie da montagna, una da campagna e servizi.
Il 16 giugno 1912 i bastimenti da trasporto, sotto la protezione delle navi di linea Re Umberto, Sardegna, Sicilia e delle torpediniere Clio e Airone, giunsero nei pressi della costa dove, nelle vicinanze di Bu Sceifa, fu effettuato lo sbarco di un battaglione di marinai e di altri reparti. Le truppe italiane, agevolate dal fuoco della R.N. Re Umberto, malgrado la resistenza di alcuni gruppi avversari appostati dietro le dune della spiaggia occuparono la posizione e si spinsero fino al margine dell'oasi di Misurata. Sbarcate le altre truppe fu occupata Gasr-Ahmed organizzandovi una base che fu alimentata con rinforzi giunti via mare. L'8 luglio le fanterie italiane, protette dallo squadrone di cavalleria, iniziarono l'avanzata occupando, dopo vivaci combattimenti, la località di Ras Zarrugh e subito dopo quella di Misurata sul cui castello fu innalzato il tricolore. Nei combattimenti per l'occupazione di Misurata le truppe italiane subirono la perdita di 7 ufficiali e 128 uomini di truppa di cui 23 caduti. Le perdite dell'avversario furono stimate in circa 500 caduti ed altrettanti feriti.
Occupata la città fu organizzata la difesa utilizzando reparti del 50º e del 63º fanteria, i battaglioni alpini "Verona" e "Mondovì", una compagnia di ascari eritrei, alcune batterie nonché personale del genio e dei servizi. Anche nella base di Ras Zarrugh fu dislocato un presidio formato da contingenti del 35º fanteria.

## 1915 - Abbandono di Misurata
Nel maggio 1915, per effetto della ribellione in Tripolitania, le comunicazioni tra Misurata Marina e Misurata città furono interrotte. Il 12 maggio una colonna in trasferimento fu attaccata riportando la perdita di 5 ufficiali e 11 uomini di truppa. Per riattivare le comunicazioni con Misurata Marina il governatore inviò rinforzi, liberando la strada verso il mare. Nell'agosto 1915, dopo aver subito alcuni attacchi da parte di contingenti ribelli il presidio fu reimbarcato e la località abbandonata.